# Corps de Voyageurs canadiens
Le Corps de Voyageurs canadiens a été créé en septembre 1812 par l'armée britannique comme un Corps militaire de voyageurs. Sa mission était de maintenir les lignes de ravitaillement entre Montréal et les postes de l'Ouest. Le corps a été dissous en mars 1813, et sa mission a été reprise par la branche canadienne du département britannique, un département du Trésor de Sa Majesté, comme le Commissariat Provincial des Voyageurs. Ce corps a été dissous en mars 1815.

## Organisation
Le Corps de Voyageurs a été organisée à l'initiative de la Compagnie du Nord-Ouest, et ses bourgeois et engagés sont devenus les officiers et les hommes du corps. Le Commissariat Provincial des Voyageurs avait un lieutenant-colonel, un major, un capitaine, dix lieutenants, dix conducteurs (sergents servant de guides) et environ 400 hommes privés.